# Komisija Ursule von der Leyen
Komisija Ursule von der Leyen je evropska komisija, ki je mandat nastopila 1. novembra 2019. Mandat naj bi trajal do 31. oktobra 2024. Za predsednico komisije je 16. julija 2019 Evropski parlament izvolil Nemko Ursulo von der Leyen, nekdanjo nemško obrambno ministrico. Komisija je nasledila komisijo Jean-Claudea Junckerja. Komisijo sestavljajo predsednica in 26 komisarjev (po en iz vsake države članice, z izjemo Združenega kraljestva, ki zaradi Brexita ni imenovalo člana komisije).

## Izvolitev in oblikovanje

### Imenovanje predsednice in Visokega predstavnika
Evropski svet je 3. julija 2019 Evropskemu parlamentu predlagal, da za predsednico Evropske komisije izvoli nemško političarko, članico Evropske ljudske stranke (ELS), Ursulo von der Leyen. Parlament je glasovanje opravil 16. julija in Von der Leyenovo izvolil s 383 glasovi (potrebnih najmanj 374). Von der Leyenova je imela pred glasovanjem deklarativno podporo treh največjih političnih skupin v Evropskem parlamentu, ELS, S&D (socialisti) in Renew Europe (liberalci). Tekom razprave sta ji podporo napovedali še poljska stranka Pravo in pravičnost (PiS) s 24 poslanci, sicer članica politične skupine ECR (konservativci), in v Evropskem parlamentu nepovezano italijansko Gibanje petih zvezd s 14 poslanci. Na podlagi tega gre sklepati, da kandidatke ni podprlo skoraj 100 članov neformalne koalicije ELS-S&D-RE, ki ima 444 poslancev. Kandidatka je bila deležna številnih kritik, poslanci evropskega parlamenta so ji očitali, da na evropskih volitvah ni bila vodilna kandidatka ELS, medtem, ko so ji člani nemških socialnih demokratov, stranke, ki je članica nemške vladne koalicije, očitali nepravilnosti pri opravljanju funkcije ministrice za obrambo in ji zaradi tega tudi odpovedali podporo. Tudi sicer je bila kandidatka deležna največ kritik s strani poslancev socialistov. Tako sta ji podporo odpovedala tudi slovenska poslanca S&D Tanja Fajon in Milan Brglez. 
Po izvolitvi je predsednik Evropskega sveta Donald Tusk, 22. julija 2019, izvoljeno predsednico zaprosil za soglasje k imenovanju Josepa Borrella, španskega zunanjega ministra, za naslednjega Visokega predstavnika Unije za zunanje zadeve in varnostno politiko. Predsednica je soglasje podala 26. julija, Evropski svet pa je formalno imenovanje opravil s sklepom 5. avgusta 2019. Novi Visoki predstavnik mora biti uradno predlagan s strani nacionalne vlade in prestati zaslišanje pred Odborom Evropskega parlamenta za zunanje zadeve.

### Proces nominacije kandidatov za komisarje
Po izvolitvi predsednice komisije so države članice pri Svetu Evropske unije začele vlagati uradne nominacije za člane komisije. Nekatere države, ki tega še niso storile so uradno sporočila imena kandidatov za komisarje.Portugalska in Romunija sta edini članici, ki sta sledili pozivu Von der Leyenove in predlagali dva kandidata, po enega vsakega spola. Poljska je medtem, ker naj bi ji bil zaupan resor kmetijstva, kandidata za komisarja po odstopu prvotnega kandidata, zamenjala.
Že pred svojo izvolitvijo je Ursula von der Leyen jasno sporočila, da bo dosedanjega prvega podpredsednika evropske komisije, Nizozemca Fransa Timmermansa, tudi vodilnega kandidata Stranke evropskih socialistov (SES), ponovno imenovala na to pozicijo, hkrati je zagotovila, da bo Danko Margrethe Vestager, članico ti. Ekipe Evropa (skupina 7 evropskih politikov, ki so Stranko zavezništva liberalcev in demokratov za Evropo (ALDE) vodili na evropskih volitvah), imenovala za podpredsednico komisije z de-facto enakim položajem kot Frans Timmermans.

## Kolegij komisarjev
| Komisija Ursule von der Leyen |         |                                         | |         |                                        | | | |
| |         |                                         | |         |                                        | | | |
| Potrditev s strani Evropskega parlamenta • Imenovanje s strani Evropskega sveta                                                                                                   |         |                                         | |         |                                        | | | |
| |         |                                         | |         |                                        | | | |
| Predsednica |         |                                         | |         |                                        | | | |
| |         |                                         | Predsednica – Nominrana 3.7.2019 (EUCO) Izvoljena 16.7.2019 Prevzela funkcijo 1.11.2019                                             |         | Ursula von der Leyen Nemčija (ELS–CDU) | | | |
| Resor | Komisar | Komisar                                 | Resor | Komisar | Komisar                                | Resor | Komisar | Komisar |
| Izvršni podpredsednik Evropski zeleni dogovor in Evropski komisar Podnebno ukrepanje – Nominiran 24.7.2019 Potrjen Funkcijo prevzel 1.11.2019                                     |         | Frans Timmermans Nizozemska (SES–PvdA)  | Izvršna podpredsednica Digitalna Evropa in Evropska komisarka Konkurenca – Nominirana 1.8.2019 Potrjena Funkcijo prevzela 1.11.2019 |         | Margrethe Vestager Danska (ALDE–B)     | Izvršni podpredsednik Gospodarstvo za ljudi in Evropski komisar Finančni trgi – Nominiran 23.7.2019 Potrjen Funkcijo prevzel 1.11.2019 | | Valdis Dombrovskis Latvija (ELS–V) |
| Podpredsednik Močnejša Evropa v Svetu in Visoki predstavnik Unije za zunanje zadeve in varnostno politiko – Imenovan 5.8.2019 (EUCO) Nominiran Potrjen Funkcijo prevzel 1.11.2019 |         | Josep Borrell Španija (SES–PSOE)        | Podpredsednik Medinstitucionalni odnosi in predvidevanja – Nominiran 19.7.2019 Potrjen Funkcijo prevzel 1.11.2019                   |         | Maroš Šefčovič Slovaška (SES–Smer-SD)  | Podpredsednica Vrednote in preglednost – Nominirana 26.8.2019 Potrjena Funkcijo prevzela 1.11.2019 | | Věra Jourová Češka republika (ALDE–ANO) |
| Podpredsednica Demokracija in demografija – Nominirana 22.8.2019 Potrjena Funkcijo prevzela 1.11.2019                                                                             |         | Dubravka Šuica Hrvaška (ELS–HDZ)        | Podpredsednik Zaščita našega evropskega načina življenja – Nominiran 23.7.2019 Potrjen Funkcijo prevzel 1.11.2019                   |         | Margaritis Schinas Grčija (ELS–ND)     | Evropski komisar Proračun in uprava – Nominiran 22.7.2019 Potrjen Funkcijo prevzel 1.11.2019 | | Johannes Hahn Avstrija (ELS–ŐVP) |
| Evropski komisar Pravosodje – Nominiran Potrjen Funkcijo prevzel 1.11.2019 |         | Didier Reynders Belgija (ALDE–MR)       | Evropska komisarka Inovacije in mladi – Nominirana 23.7.2019 Potrjena Funkcijo prevzela 1.11.2019                                   |         | Marija Gabriel Bolgarija (ELS–GERB)    | Evropska komisarka Zdravstvo – Nominirana 23.7.2019 Potrjena Funkcijo prevzela 1.11.2019 | | Stella Kiriakidou Ciper (ELS–DISY) |
| Evropska komisarka Energija – Nominirana 22.7.2019 Potrjena Funkcijo prevzela 1.11.2019                                                                                           |         | Kadri Simson Estonija (ALDE–Kesk)       | Evropska komisarka Mednarodna partnerstva – Nominirana 22.7.2019 Potrjena Funkcijo prevzela 1.11.2019                               |         | Jutta Urpilainen Finska (SES–SDP)      | Evropska komisarka Notranji trg – Nominirana Potrjena Funkcijo prevzela 1.11.2019 | | Thierry Breton Francija (ALDE–Neo.) |
| Evropski komisar Finančne storitve, finančna stabilnost in unija kapitalskih trgov – Funkcijo prevzela 12.10.2020                                                                 |         | Mairead McGuinness Irska (ELS–FG)       | Evropski komisar Gospodarstvo – Nominiran 6.9.2019 Potrjen Funkcijo prevzel 1.11.2019                                               |         | Paolo Gentiloni Italija (SES–PD)       | Evropski komisar Okolje in oceani – Nominiran 28.8.2019 Potrjen Funkcijo prevzel 1.11.2019 | | Virginijus Sinkevičius Litva (Neo.–LVŽS) |
| Evropski komisar Delovna mesta – Nominiran Potrjen Funkcijo prevzel 1.11.2019 |         | Nicolas Schmit Luksemburg (SES–LSAP)    | Evropski komisar Sosedstvo in širitev – Nominiran 17.8.2019 Potrjen Funkcijo prevzel 1.11.2019                                      |         | Olivér Várhelyi Madžarska (ELS–Fidesz) | Evropska komisarka Enakopravnost – Nominirana 31.7.2019 Potrjena Funkcijo prevzela 1.11.2019 | | Helena Dalli Malta (SES–PL) |
| Evropski komisar Kmetijstvo – Nominiran 2.9.2019 Potrjen Funkcijo prevzel 1.11.2019                                                                                               |         | Janusz Wojciechowski Poljska (ACRE–PiS) | Evropska komisarka Kohezija in reforme – Nominiran 26.8.2019 Potrjen Funkcijo prevzel 1.11.2019                                     |         | Elisa Ferreira Portugalska (SES–PS)    | Evropska komisarka Promet – Nominirana 22.8.2019 Potrjena Funkcijo prevzela 1.11.2019 | | Adina Vălean Romunija (NLP–EPP) |
| Evropski komisar Krizno upravljanje – Nominiran 26.7.2019 Potrjen Funkcijo prevzel 1.11.2019                                                                                      |         | Janez Lenarčič Slovenija (ALDE–Neo.)    | Evropska komisarka Notranje zadeve – Nominirana 8.8.2019 Potrjena Funkcijo prevzela 1.11.2019                                       |         | Ylva Johansson Švedska (SES–SAP)       | Slovar: Nominiran/-a- datum nominacije s strani nacionalne vlade (izjema je predsednik/-ca komisije, ki jo nominira Evropski svet) Imenovan - datum imenovanja Visokega predstavnika Unije s strani Evropskega sveta Potrjen/-a - datum potrditve s strani pristojnega odbora Evropskega parlamenta EUCO - Evropski svet (angl. European Council) | Slovar: Nominiran/-a- datum nominacije s strani nacionalne vlade (izjema je predsednik/-ca komisije, ki jo nominira Evropski svet) Imenovan - datum imenovanja Visokega predstavnika Unije s strani Evropskega sveta Potrjen/-a - datum potrditve s strani pristojnega odbora Evropskega parlamenta EUCO - Evropski svet (angl. European Council) | Slovar: Nominiran/-a- datum nominacije s strani nacionalne vlade (izjema je predsednik/-ca komisije, ki jo nominira Evropski svet) Imenovan - datum imenovanja Visokega predstavnika Unije s strani Evropskega sveta Potrjen/-a - datum potrditve s strani pristojnega odbora Evropskega parlamenta EUCO - Evropski svet (angl. European Council) |

### Nekdanji komisarji
| Komisar                                   | Komisar | Resor                        | Odhod           | Razlog za odstop                                  | Naslednik na resorju | Nacionalni naslednik |
| ----------------------------------------- | ------- | ---------------------------- | --------------- | ------------------------------------------------- | -------------------- | -------------------- |
| Phil Hogan Irska Evropska ljudska stranka |         | Evropski komisar za trgovino | 26. avgust 2020 | Udeležba na zabavi v času epidemije koronavirusa. | Valdis Dombrovskis   | Mairead McGuinness   |

### Sestava kolegija

#### Glede na politično stranko
|  |  |  |  |  |  |  |  |  |  |  |  |  |  |  |  |  |  |  |  |  |  |  |  |  |  |  |

|  |  |  |  |  |  |  |  |  |  |  |  |  |  |  |  |  |  |  |  |  |  |  |  |  |  |  |

#### Po spolu
| Komisija          | M  | Ž  |
| Komisija          |    |    |
| Von der Leyen     | 14 | 13 |
|                   |    |    |
| Juncker (brez ZK) | 18 | 9  |

## Delovne skupine

### Evropski zeleni dogovor
| Evropski zeleni dogovor                                                                                  | Evropski zeleni dogovor                                                                                  | Evropski zeleni dogovor                                                                                  | Evropski zeleni dogovor                                                                                  | Evropski zeleni dogovor                                                                                  | Evropski zeleni dogovor                                                                                  |
| Frans Timmermans izvršni podpredsednik za Evropski zeleni dogovor evropski komisar za podnebno ukrepanje | Frans Timmermans izvršni podpredsednik za Evropski zeleni dogovor evropski komisar za podnebno ukrepanje | Frans Timmermans izvršni podpredsednik za Evropski zeleni dogovor evropski komisar za podnebno ukrepanje | Frans Timmermans izvršni podpredsednik za Evropski zeleni dogovor evropski komisar za podnebno ukrepanje | Frans Timmermans izvršni podpredsednik za Evropski zeleni dogovor evropski komisar za podnebno ukrepanje | Frans Timmermans izvršni podpredsednik za Evropski zeleni dogovor evropski komisar za podnebno ukrepanje |
| --- | --- | --- | --- | --- | --- |
| Janusz Wojciechowski evropski komisar za kmetijstvo                                                      | Stella Kiriakidou evropska komisarka za zdravje                                                          | Adina Vălean evropska komisarka za promet                                                                | Kadri Simson evropska komisarka za energijo                                                              | Virginijus Sinkevičius evropski komisar za okolje in oceane                                              | Elisa Ferreira evropska komisarka za kohezijo in reforme                                                 |

### Evropa, ki je kos digitalni dobi
| Evropa, pripravljena na digitalno dobo                                                            | Evropa, pripravljena na digitalno dobo                                                            | Evropa, pripravljena na digitalno dobo                                                            | Evropa, pripravljena na digitalno dobo                                                            | Evropa, pripravljena na digitalno dobo                                                            | Evropa, pripravljena na digitalno dobo                                                            | Evropa, pripravljena na digitalno dobo                                                            |
| Margrethe Vestager izvršna podpredsednica za digitalno Evropo evropska komisarka za konkurenčnost | Margrethe Vestager izvršna podpredsednica za digitalno Evropo evropska komisarka za konkurenčnost | Margrethe Vestager izvršna podpredsednica za digitalno Evropo evropska komisarka za konkurenčnost | Margrethe Vestager izvršna podpredsednica za digitalno Evropo evropska komisarka za konkurenčnost | Margrethe Vestager izvršna podpredsednica za digitalno Evropo evropska komisarka za konkurenčnost | Margrethe Vestager izvršna podpredsednica za digitalno Evropo evropska komisarka za konkurenčnost | Margrethe Vestager izvršna podpredsednica za digitalno Evropo evropska komisarka za konkurenčnost |
| ------------------------------------------------------------------------------------------------- | ------------------------------------------------------------------------------------------------- | ------------------------------------------------------------------------------------------------- | ------------------------------------------------------------------------------------------------- | ------------------------------------------------------------------------------------------------- | ------------------------------------------------------------------------------------------------- | ------------------------------------------------------------------------------------------------- |
| Marija Gabriel evropska komisarka za inovacije in mlade                                           | Sylvie Goulard evropska komisarka za notranji trg                                                 | Adina Vălean evropska komisarka za promet                                                         | Kadri Simson evropska komisarka za energijo                                                       | Nicolas Schmit evropski komisar za delovna mesta                                                  | Stella Kiriakidou evropska komisarka za zdravje                                                   | Didier Reynders evropski komisar za pravosodje                                                    |

### Gospodarstvo, ki dela za ljudi
| Gospodarstvo za ljudi                                                                                        | Gospodarstvo za ljudi                                                                                        | Gospodarstvo za ljudi                                                                                        | Gospodarstvo za ljudi                                                                                        | Gospodarstvo za ljudi                                                                                        | Gospodarstvo za ljudi                                                                                        |
| Valdis Dombrovskis izvršni podpredsednik za gospodarstvo, ki dela za ljudi evropski komisar za finančne trge | Valdis Dombrovskis izvršni podpredsednik za gospodarstvo, ki dela za ljudi evropski komisar za finančne trge | Valdis Dombrovskis izvršni podpredsednik za gospodarstvo, ki dela za ljudi evropski komisar za finančne trge | Valdis Dombrovskis izvršni podpredsednik za gospodarstvo, ki dela za ljudi evropski komisar za finančne trge | Valdis Dombrovskis izvršni podpredsednik za gospodarstvo, ki dela za ljudi evropski komisar za finančne trge | Valdis Dombrovskis izvršni podpredsednik za gospodarstvo, ki dela za ljudi evropski komisar za finančne trge |
| --- | --- | --- | --- | --- | --- |
| Phil Hogan evropski komisar za trgovino                                                                      | Nicolas Schmit evropski komisar za delovna mesta                                                             | Paolo Gentiloni evropski komisar za gospodarstvo                                                             | Elisa Ferreira evropska komisarka za kohezijo in reforme                                                     | Marija Gabriel evropska komisarka za inovacije in mlade                                                      | Sylvie Goulard evropska komisarka za notranji trg                                                            |

### Močna Evropa v Svetu
| Močnejša Evropa v Svetu                                                                                              | Močnejša Evropa v Svetu                                                                                              | Močnejša Evropa v Svetu                                                                                              |
| Josep Borrell podpredsednik za močno Evropo v Svetu Visoki predstavnik Unije za zunanje zadeve in varnostno politiko | Josep Borrell podpredsednik za močno Evropo v Svetu Visoki predstavnik Unije za zunanje zadeve in varnostno politiko | Josep Borrell podpredsednik za močno Evropo v Svetu Visoki predstavnik Unije za zunanje zadeve in varnostno politiko |
| --- | --- | --- |
| Olivér Várhelyi evropski komisar za sosedstvo in širitev                                                             | Janez Lenarčič evropski komisar za krizno upravljanje                                                                | Jutta Urpilainen evropska komisarka za mednarodna partnerstva                                                        |

### Vrednote in transparentnost
| Vrednote in preglednost                                |
| Věra Jourová podpredsednica za vrednote in preglednost |
| ------------------------------------------------------ |
| Didier Reynders evropski komisar za pravosodje         |

### Ohranjanje evropskega načina življenja
| Zaščita našega evropskega načina življenja                                 | Zaščita našega evropskega načina življenja                                 | Zaščita našega evropskega načina življenja                                 | Zaščita našega evropskega načina življenja                                 |
| Margaritis Schinas podpredsednik za ohranjanje evropskega načina življenja | Margaritis Schinas podpredsednik za ohranjanje evropskega načina življenja | Margaritis Schinas podpredsednik za ohranjanje evropskega načina življenja | Margaritis Schinas podpredsednik za ohranjanje evropskega načina življenja |
| -------------------------------------------------------------------------- | -------------------------------------------------------------------------- | -------------------------------------------------------------------------- | -------------------------------------------------------------------------- |
| Marija Gabriel evropska komisarka za inovacije in mlade                    | Stella Kiriakidou evropska komisarka za zdravje                            | Helena Dalli evropska komisarka za enakopravnost                           | Ylva Johansson evropska komisarka za notranje zadeve                       |

### Konferenca o prihodnosti Evrope
Predstavnica komisije: podpredsednica Dubravka Šuica

## Generalni direktorati
| Generalni direktorat                                              | Generalni direktorat | Pristojnost                                                                                       |
| ----------------------------------------------------------------- | -------------------- | ------------------------------------------------------------------------------------------------- |
| Človeški viri in varnost                                          | HR                   | Johannes Hahn, evropski komisar za proračun in upravo                                             |
| Davki in carinska unija                                           | TAXUD                | Paolo Gentiloni, evropski komisar za gospodarstvo                                                 |
| Energija                                                          | ENER                 | Kadri Simson, evropska komisarka za energijo                                                      |
| Evropska civilna zaščita in evropske operacije humanitarne pomoči | ECHO                 | Janez Lenarčič, evropski komisar za krizno upravljanje                                            |
| Evropska sosedska politika in širitvena pogajanja                 | NEAR                 | Olivér Várhelyi, evropski komisar za sosedstvo in širitev                                         |
| Eurostat                                                          | EUROSTAT             | Paolo Gentiloni, evropski komisar za gospodarstvo                                                 |
| Finančna stabilnost, finančne storitve in unija kapitalskih trgov | FISMA                | Valdis Dombrovskis, izvršni podpredsednik in evropski komisar za finančne trge                    |
| Gospodarske in finančne zadeve                                    | ECFIN                | Paolo Gentiloni, evropski komisar za gospodarstvo                                                 |
| Informatika                                                       | DIGIT                | Johannes Hahn, evropski komisar za proračun in upravo                                             |
| Izobraževanje, mladi, šport in kultura                            | EAC                  | Marija Gabriel, evropska komisarka za inovacije in mlade                                          |
| Kmetijstvo in podeželjski razvoj                                  | AGRI                 | Janusz Wojciechowski, evropski komisar za kmetijstvo                                              |
| Komuniciranje                                                     | COMM                 | Ursula von der Leyen, predsednica Dubravka Šuica, podpredsednica                                  |
| Komunikacija omrežja, vsebina in tehnologija                      | CNECT                | Sylvie Goulard, evropska komisarska za notranji trg                                               |
| Konkurenca                                                        | COMP                 | Margrethe Vestager, izvršna podpredsednica in evropska komisarka za konkurenco                    |
| Mednarodno sodelovanje in razvoj                                  | DEVCO                | Jutta Urpilainen, evropska komisarka za mednarodna partnerstva                                    |
| Migracije in notranje zadeve                                      | HOME                 | Ylva Johansson, evropska komisarka za notranje zadeve                                             |
| Notranji trg, industrija, podjetništvo in srednje velika podjetja | GROW                 | Sylvie Goulard, evropska komisarska za notranji trg                                               |
| Obrambna industrija in vesolje                                    |                      | Sylvie Goulard, evropska komisarska za notranji trg                                               |
| Okolje                                                            | ENV                  | Virginijus Sinkevičius, evropski komisar za okolje in oceane                                      |
| Podnebno ukrepanje                                                | CLIMA                | Frans Timmermans, izvršni podpredsednik in evropski komisar za podnebno ukrepanje                 |
| Podpora strukturnim reformam                                      |                      | Elisa Ferreira, evropska komisarka za kohezijo in reforme                                         |
| Pomorske zadeve in ribištvo                                       | MARE                 | Virginijus Sinkevičius, evropski komisar za okolje in oceane                                      |
| Pravosodje in potrošniki                                          | JUST                 | Helena Dalli, evropska komisarka za enakopravnost Didier Reynders, evropski komisar za pravosodje |
| Prevajanje                                                        | DGT                  | Johannes Hahn, evropski komisar za proračun                                                       |
| Promet in mobilnost                                               | MOVE                 | Adina Vălean, evropska komisarska za promet                                                       |
| Proračun                                                          | BUDG                 | Johannes Hahn, evropski komisar za proračun in upravo                                             |
| Raziskave in inovacije                                            | RTD                  | Marija Gabriel, evropska komisarka za inovacije in mlade                                          |
| Regionalna in mestna politika                                     | REGIO                | Elisa Ferreira, evropska komisarka za kohezijo in reforme                                         |
| Skupni raziskovalni center                                        | JRC                  | Maroš Šefčovič, podpredsednik za medinstitucionalne odnose in predvidevanja                       |
| Tolmačenje                                                        | SCIC                 | Johannes Hahn, evropski komisar za proračun in upravo                                             |
| Trgovina                                                          | TRADE                | Phil Hogan, evropski komisar za trgovino                                                          |
| Zaposlovanje, socialne zadeve in vključenost                      | EMPL                 | Nicolas Schmit, evropski komisar za delovna mesta                                                 |
| Zdravje in varnost hrane                                          | SANTE                | Stella Kirikaidou, evropska komisarka za zdravje                                                  |

### Izvršne agencije in službe

#### Izvršne agencije
| Izvršna agencija                                                     | Izvršna agencija | Pristojnost |
| -------------------------------------------------------------------- | ---------------- | --- |
| Izvršna agencija Evropskega raziskovalnega sveta                     | ERCEA            | Marija Gabriel, evropska komisarka za inovacije in mlade |
| Izvršna agencija za izobraževanje, avdiovizualno področje in kulturo | EACEA            | Janez Lenarčič, evropski komisar za krizno upravljanje Sylvie Goulard, evropska komisarska za notranji trg Didier Reynders, evropski komisar za pravosodje                                                            |
| Izvršna agencija za mala in srednje velika podjetja                  | EASME            | VirginijusSinkevičius, evropski komisar za okolje in oceane Kadri Simson, evropska komisarka za energijo Sylvie Goulard, evropska komisarska za notranji trg Marija Gabriel, evropska komisarka za inovacije in mlade |
| Izvršna agencija za potrošnike, zdravje, kmetijstvo in hrano         | CHAFEA           | Didier Reynders, evropski komisar za pravosodje Stella Kirikaidou, evropska komisarka za zdravje |
| Izvršna agencija za raziskovanje                                     | REA              | Ylva Johansson, evropska komisarka za notranje zadeve Marija Gabriel, evropska komisarka za inovacije in mlade |

#### Službe
| Služba                                                           | Služba | Pristojnost |
| ---------------------------------------------------------------- | ------ | --- |
| Evropska služba za izbor osebja                                  | EPSO   | Johannes Hahn, evropski komisar za proračun in upravo |
| Evropski strateški politični center                              | EPSC   | Ursula von der Leyen, predsednica |
| Generalni sekretariat                                            | SG     | Ursula von der Leyen, predsednica Frans Timmermans, izvršni podpredsednik in evropski komisar za podnebno ukrepanje Margrethe Vestager, izvršna podpredsednica in evropska komisarka za konkurenco Valdis Dombrovskis, izvršni podpredsednik in evropski komisar za finančne trge Josep Borrell, podpredsednik in Visoki predstavnik Unije Maroš Šefčovič, podpredsednik Věra Jourová, podpredsednica Dubravka Šuica, podpredsednica Margaritis Schinas, podpredsednik |
| Infrastruktura in logistika v Bruslju                            | OIB    | Johannes Hahn, evropski komisar za proračun in upravo |
| Infrastruktura in logistika v Luksemburgu                        | OIL    | Johannes Hahn, evropski komisar za proračun in upravo |
| Instrumenti zunanje politike                                     | FPI    | Josep Borrell, podpredsednik in Visoki predstavnik Unije |
| Izvršna agencija za inovacije in omrežja                         | INEA   | Kadri Simson, evropska komisarka za energijo Sylvie Goulard, evropska komisarska za notranji trg Adina Vălean, evropska komisarska za promet Marija Gabriel, evropska komisarka za inovacije in mlade |
| Notranja revizijska služba                                       | IAS    | Didier Reynders, evropski komisar za pravosodje |
| Pravna služba                                                    | SJ     | Ursula von der Leyen, predsednica |
| Urad za boj proti goljufijam                                     | OLAF   | Johannes Hahn, evropski komisar za proračun in upravo |
| Urad za publikacije                                              | OP     | Johannes Hahn, evropski komisar za proračun in upravo |
| Urad za vodenje in plačevanje posameznih pravic                  | PMO    | Johannes Hahn, evropski komisar za proračun in upravo |
| Delovna skupina za pogajanja z Združenim kraljestvom po členu 50 |        | |

## Zaslišanja
| EU stranka | EU stranka | Komisar                | Država          | Resor                                                              | Zaslišanje pred odborom EP | Zaslišanje pred odborom EP | Zaslišanje pred odborom EP | Zaslišanje pred odborom EP | Zaslišanje pred odborom EP | Vir                      |
| EU stranka | EU stranka | Komisar                | Država          | Resor                                                              | Datum                      | Odbor                      | ZA                         | PROTI                      | VZDRŽ.                     | Vir                      |
| --- | ---------- | ---------------------- | --------------- | ------------------------------------------------------------------ | -------------------------- | -------------------------- | -------------------------- | -------------------------- | -------------------------- | ------------------------ |
| | ELS        | Johannes Hahn          | Avstrija        | Proračun in administracija                                         |                            | BUDG                       |                            |                            |                            | [ 28 ] [ 14 ]            |
| | ALDE       | Didier Reynders        | Belgija         | Pravosodje                                                         |                            | LIBE                       |                            |                            |                            | [ 29 ]                   |
| | ELS        | Marija Gabriel         | Bolgarija       | Inovacije in mladi                                                 |                            | CULT                       |                            |                            |                            | [ 30 ] [ 15 ]            |
| | ELS        | Stella Kiriakidou      | Ciper           | Zdravje                                                            |                            | ENVI                       |                            |                            |                            | [ 30 ] [ 16 ]            |
| | ALDE       | Věra Jourová           | Češka republika | (Podpredsednica) Vrednote in preglednost                           |                            | LIBE                       |                            |                            |                            | [ 31 ] [ 11 ]            |
| | ALDE       | Margrethe Vestager     | Danska          | (Izvršna podpredsednica) Digitalna Evropa Konkurenca               |                            | ECON                       |                            |                            |                            | [ 30 ] [ 8 ]             |
| | ALDE       | Kadri Simson           | Estonija        | Energija                                                           |                            | ITRE                       |                            |                            |                            | [ 32 ] [ 17 ]            |
| | SES        | Jutta Urpilainen       | Finska          | Mednarodna partnerstva                                             |                            | AFET                       |                            |                            |                            | [ 33 ] [ 18 ]            |
| | ALDE       | Sylvie Goulard         | Francija        | Notranji trg                                                       |                            | IMCO                       |                            |                            |                            | [ 35 ]                   |
| | ELS        | Margaritis Schinas     | Grčija          | (Podpredsednik) Zaščita evropskega načina življenja                |                            |                            |                            |                            |                            | [ 36 ] [ 13 ]            |
| | ELS        | Dubravka Šuica         | Hrvaška         | (Podpredsednica) Demokracija in demografija                        |                            |                            |                            |                            |                            | [ 37 ] [ 12 ]            |
| | ELS        | Phil Hogan             | Irska           | Trgovina                                                           |                            | INTA                       |                            |                            |                            | [ 30 ] [ 38 ]            |
| | SES        | Paolo Gentiloni        | Italija         | Gospodarstvo                                                       |                            | ECON                       |                            |                            |                            | [ 39 ] [ 19 ]            |
| | ELS        | Valdis Dombrovskis     | Latvija         | (Izvršni podpredsednik) Gospodarstvo za ljudi Finančni trgi        |                            | ECON                       |                            |                            |                            | [ 30 ] [ 9 ]             |
| | Neo.       | Virginijus Sinkevičius | Litva           | Okolje in oceani                                                   |                            | ENVI                       |                            |                            |                            | [ 40 ] [ 20 ]            |
| | SES        | Nicolas Schmit         | Luksemburg      | Delo                                                               |                            | EMPL                       |                            |                            |                            | [ 30 ]                   |
| | ELS        | László Trócsányi       | Madžarska       | Sosedstvo in širitev                                               |                            | AFET                       |                            |                            |                            | [ 30 ] [ 21 ]            |
| | SES        | Helena Dalli           | Malta           | Enakopravnost                                                      |                            | FEMM                       |                            |                            |                            | [ 41 ] [ 22 ]            |
| | SES        | Frans Timmermans       | Nizozemska      | (izvršni podpredsednik) Evropski zeleni dogovor Podnebno ukrepanje |                            | ENVI                       |                            |                            |                            | [ 30 ] [ 7 ]             |
| | ACRE       | Janusz Wojciechowski   | Poljska         | Kmetijstvo                                                         |                            | AGRI                       |                            |                            |                            | [ 42 ] [ 23 ]            |
| | SES        | Elisa Ferreira         | Portugalska     | Kohezija in reforme                                                |                            | REGI                       |                            |                            |                            | [ 43 ] [ 24 ]            |
| | SES        | Rovana Plumb           | Romunija        | Promet                                                             |                            | TRAN                       |                            |                            |                            | [ 44 ] [ 25 ]            |
| | SES        | Maroš Šefčovič         | Slovaška        | (Podpredsednik) Medinstitucionalni odnosi in predvidevanja         |                            | BCPR                       |                            |                            |                            | [ 30 ] [ 10 ]            |
| | ALDE       | Janez Lenarčič         | Slovenija       | Krizno upravljanje                                                 |                            | DEVE                       |                            |                            |                            | [ 45 ] [ 26 ]            |
| | SES        | Josep Borrell          | Španija         | (Podpredsednik) Visoki predstavnik Unije Močnejša Evropa v Svetu   |                            | AFET                       |                            |                            |                            | [ 30 ] [ 2 ] [ 3 ] [ 4 ] |
| | SES        | Ylva Johansson         | Švedska         | Notranje zadeve                                                    |                            | LIBE                       |                            |                            |                            | [ 46 ] [ 27 ]            |
| Prisotjni odbor Zainteresirani odborAFCO - Odbor za ustavne zadeve; AFET - Odbor za zunanje zadeve; AGRI - Odbor za kmetijstvo in razvoj podeželja; BCPR - Konferenca predsednikov; BUDG - Odbor za proračun; CONT - Odbor za proračunski nadzor; CULT - Odbor za kulturo in izobraževanje; DEVE - Odbor za razvoj; DROI - Pododbor za človekove pravice; ECON - Odbor za ekonomske in monetarne zadeve; EMPL - Odbor za zaposlovanje in socialne zadeve; ENVI - Odbor za okolje, javno zdravje in varno hrano; FEMM - Odbor za pravice žensk in enakopravnost spolov; IMCO - Odbor za notranji trg in zaščito potrošnikov; INTA - Odbor za mednarodno trgovino; ITRE - Odbor za industrijo, raziskave in energijo; JURI - Odbor za pravne zadeve; LIBE - Odbor za državljanske svoboščine, pravosodje in notranje zadeve; PECH - Odbor za ribištvo; REGI - Odbor za regionalni razvoj; SEDE - Pododbor za varnost in obrambo; TRAN - Odbor za promet in turizem |            |                        |                 |                                                                    |                            |                            |                            |                            |                            |                          |

### Neizbrani kandidati
- Krysztof Szczerski (ACRE, POL); odstopil zaradi premalo izkušenj na področju resorja, ki je bil dodeljen državi
- Pedro Marques (SES, POR); kandidatura umaknjena, izbrana ženska kandidatka
- Dan Nica (SES, ROM); kandidatura umaknjena, izbrana ženska kandidatka